# Sylvia Thorpe
June Sylvia Thimblethorpe, född 1926, död 2023, var en brittisk författare av romantiska äventyrsromaner i historisk miljö.

## Verk översatta till svenska
- I skuggan av svärdet, 1959 (The sword and the shadow)
- Svarte ryttaren, 1961 (Captain Gallant)
- Natten lämnar inga spår, 1963 (Smuggler's moon)
- Erövraren från Jamaica, 1964 (Devil's bondman)
- Brottslig oskuld, 1978, (The reluctant adventuress) (Även som "De gömda juvelerna", 1985)
- Allt för kärleken, 1980 (No more a-roving)
- Mannen i mitt hjärta, 1981 (The silver nightingale)
- Rebellens brud, 1985 (Beloved rebel)
- Den stulna medaljongen, 1986 (Romantic lady)